# David Eigenberg
David Eigenberg (New York, 17 maggio 1964) è un attore statunitense, noto per la sua interpretazione del barista Steve Brady in Sex and the City e del Vigile del Fuoco Christopher Herrmann in Chicago Fire.

## Biografia
L'attore ha vissuto i primi anni della sua vita a Long Island, insieme alle due sorelle, Betsy, più piccola, e Helen, più grande. Quando David ha quattro anni la famiglia si trasferisce a Naperville, in Illinois. David ha il suo primo ruolo a dodici anni, in Happy Birhday Wanda June.
Dopo la scuola, entra nei Marines e vi resta per tre anni, per poi riprendere la carriera di attore. Ha interpretato Steve il barista per sei stagioni di Sex and the City, e ha partecipato a produzioni come Il tocco di un angelo e Cold Case - Delitti irrisolti. Attualmente interpreta il ruolo del tenente Christopher Herrmann nella serie Chicago Fire.

## Filmografia parziale

### Attore

#### Cinema
- Brusco risveglio (Rude Awakening), regia di David Greenwalt e Aaron Russo (1989)
- Due donne e un assassino (In the Spirit), regia di Sandra Seacat (1990)
- Delitto perfetto (A Perfect Murder), regia di Andrew Davis (1998)
- The Mothman Prophecies - Voci dall'ombra (The Mothman Prophecies), regia di Mark Pellington (2002)
- Dietro l'angolo (Around the Bend), regia di Jordan Roberts (2004)
- Sex and the City, regia di Michael Patrick King (2008)
- Sex and the City 2, regia di Michael Patrick King (2010)

#### Televisione
- Homicide (Homicide: Life on the Street) – serie TV, 2 episodi (1996)
- The Practice - Professione avvocati (The Practice) – serie TV, 3 episodi (1997)
- Gli specialisti (Soldier of Fortune, Inc.) – serie TV, 3 episodi (1998-1999)
- Sex and the City – serie TV, 41 episodi (1999-2004)
- Senza traccia (Without a Trace) - serie TV, episodio 3x03 (2004)
- Giudice Amy (Judging Amy) - serie TV, episodio 6x14 (2005)
- NCIS - Unità anticrimine (NCIS) - serie TV, episodio 6x09 (2008)
- Cold Case - Delitti irrisolti (Cold Case) - serie TV, episodio 6x13 (2009)
- E.R. - Medici in prima linea (ER) – serie TV, episodio 15x16 (2009)
- Justified - serie TV, (2010)
- Criminal Minds - serie TV, episodio 5x14 (2010)
- Private Practice - serie TV, episodio 4x16 (2011)
- Castle - serie TV, episodio 3x18 (2011)
- Law & Order - Unità vittime speciali (Law & Order - Special Victims Unit) - serie TV, episodio 13x22 (2012)
- Liz & Dick, regia di Lloyd Kramer – film TV (2012)
- Chicago P.D. – serie TV, 15 episodi (2014-2025)
- Chicago Med – serie TV, 13 episodi (2015-2025)
- Chicago Justice – serie TV, 3 episodi (2017)
- Chicago Fire – serie TV, 134 episodi (2012-in corso)
- And Just Like That... – serie TV, 12 episodi (2021-2025)

### Doppiatore
- Garfield - Il film (Garfield), regia di Peter Hewitt (2004)

## Doppiatori italiani
Nelle versioni in italiano delle opere in cui ha recitato, David Eigenberg è stato doppiato da:
- Luca Dal Fabbro in Sex and the City (st. 2-3), Sex and the City (film), Sex and the City 2, Law & Order - Unità vittime speciali, Chicago Fire, Chicago Med, Chicago Justice, Chicago P.D., Criminal Minds, And Just Like That...
- Loris Loddi in Ghost Whisperer - Presenze, Cold Case - Delitti irrisolti
- Enrico Di Troia in NCIS - Unità anticrimine, Castle
- Riccardo Rossi in Homicide: Life on the Street
- Fabio Boccanera in Sex and the City (st. 4-6)
- Oreste Baldini in CSI - Scena del crimine
- Saverio Indrio in Detective Monk
- Fabrizio Manfredi in Gli specialisti
- Edoardo Nordio in The Practice - Professione avvocati
- Franco Mannella in Private Practice
- Stefano Santerini in Liz & Dick
- Alberto Bognanni in Cody il mio amico robot